# Strange Cargo
Az 1987-es Strange Cargo William Orbit második nagylemeze. A hasonló című albumokból (Strange Cargo II, Strange Cargo III, Strange Cargo Hinterland) álló sorozat első tagja. Szerepel az 1001 lemez, amit hallanod kell, mielőtt meghalsz című könyvben.

## Az album dalai
|     | Cím                | Szerző(k)     | Hossz |
| --- | ------------------ | ------------- | ----- |
| 1.  | Via Caliente       | William Orbit | 2:35  |
| 2.  | Fire and Mercy     | Orbit         | 5:10  |
| 3.  | Jump Jet           | Orbit         | 2:08  |
| 4.  | Silent Signals     | Orbit         | 5:56  |
| 5.  | The Secret Garden  | Orbit         | 3:36  |
| 6.  | Out of the Ice     | Orbit         | 3:20  |
| 7.  | Scorpion           | Orbit         | 2:05  |
| 8.  | Riding to Rio      | Orbit         | 3:02  |
| 9.  | Jimmy's Jag        | Orbit         | 3:26  |
| 10. | The Mighty Limpopo | Orbit         | 4:18  |
| 11. | Theme Dream        | Orbit         | 2:03  |

## Fordítás
Ez a szócikk részben vagy egészben a Strange Cargo (William Orbit album) című angol Wikipédia-szócikk ezen változatának fordításán alapul.  Az eredeti cikk szerkesztőit annak laptörténete sorolja fel. Ez a jelzés csupán a megfogalmazás eredetét és a szerzői jogokat jelzi, nem szolgál a cikkben szereplő információk forrásmegjelöléseként.